# Brachyleptura vexatrix
Brachyleptura vexatrix là một loài bọ cánh cứng trong họ Cerambycidae.